# Нэтчбулл-Хьюджессен, Эдуард, 2-й барон Брэбурн
Эдуард Нэтчбулл-Хьюджессен (англ. Edward Knatchbull-Hugessen; 5 апреля 1857 — 29 декабря 1909) — британский аристократ, 2-й барон Брэбурн с 1893 года. Старший сын Эдуарда Нэтчбулла-Хьюджессена, 1-го барона Брэбурна, и Анны Саутвелл. При жизни отца заседал в Палате общин (1889—1892), где был представителем Рочестера от либеральной партии. Исполнял обязанности мирового судьи в графстве Кент. Был женат на Эми Бомонт, дочери Уэнтворта Бомонта, 1-го барона Аллендэйла. В этом браке родились:
- Маргарет (умерла в 1957), жена Джона Сэвила, 6-го графа Мексборо[2];
- Беттина (умерла в 1967), жена Уильяма Лойда[2];
- Ричард (1881—1883)[4];
- Уиндем (1885—1915), 3-й барон Брэбурн[5][6].